# João Batista Gonçalves Campos, visconde de Jari
João Batista Gonçalves Campos, primeiro e único barão e visconde com grandeza de Jari (Província do Pará, 10 de maio de 1814 — Rio de Janeiro, 17 de maio de 1890), foi um magistrado brasileiro.
Filho de Faustino Gonçalves Campos e de Josefa Joaquina Gonçalves Campos, formou-se na Faculdade de Direito de Olinda, em 1840. Foi juiz em diversos tribunais, até se aposentar ministro do Supremo Tribunal de Justiça. Foi chefe de polícia do Pará de 1855 a 1857.
Foi também presidente da Província de Alagoas, de 15 de dezembro de 1864 a 31 de julho de 1865.
Em recompensa aos serviços prestados à nação, D. Pedro II agraciou João Batista Gonçalves Campos com o grau de Cavaleiro da Ordem de Cristo, de Oficial da Ordem da Rosa (em decreto de 6 de setembro de 1866), e com os títulos de barão de Jari, em decreto de 7 de maio de 1887, e visconde com grandeza, em decreto de 18 de março de 1889.
Era maçom.